# IFK Nyköping
IFK Nyköping är en idrottsförening i Nyköping som i dag huvudsakligen sysslar med fotboll och handboll. Föreningen bildades 25 mars 1904.
Genom åren har många idrotter utövats och totalt har föreningen haft 16 olika sektioner av de mest skiftande slag. Hastighetsåkning på skridskor, längdskidåkning, gång, boxning och friidrott är några av idrotterna som funnits i föreningen. Den senaste sektionen som försvann från föreningen var bowlingen som lades ned 1968. Idag har man två idrotter – fotboll och handboll.

## Skridsko
År 1905 Georg Eriksson var den som först representerade IFK Nyköping i en tävling utanför distriktet, då han deltog i Kamrats mästerskapen som arrangerades i Västerås. Senare samma år arrangerade IFK Nyköping sin första skridskotävling.
År 1906 tar Axel Andersson första notabla segern för IFK Nyköping på 500m och 1.500m på tävlingar i Västerås.

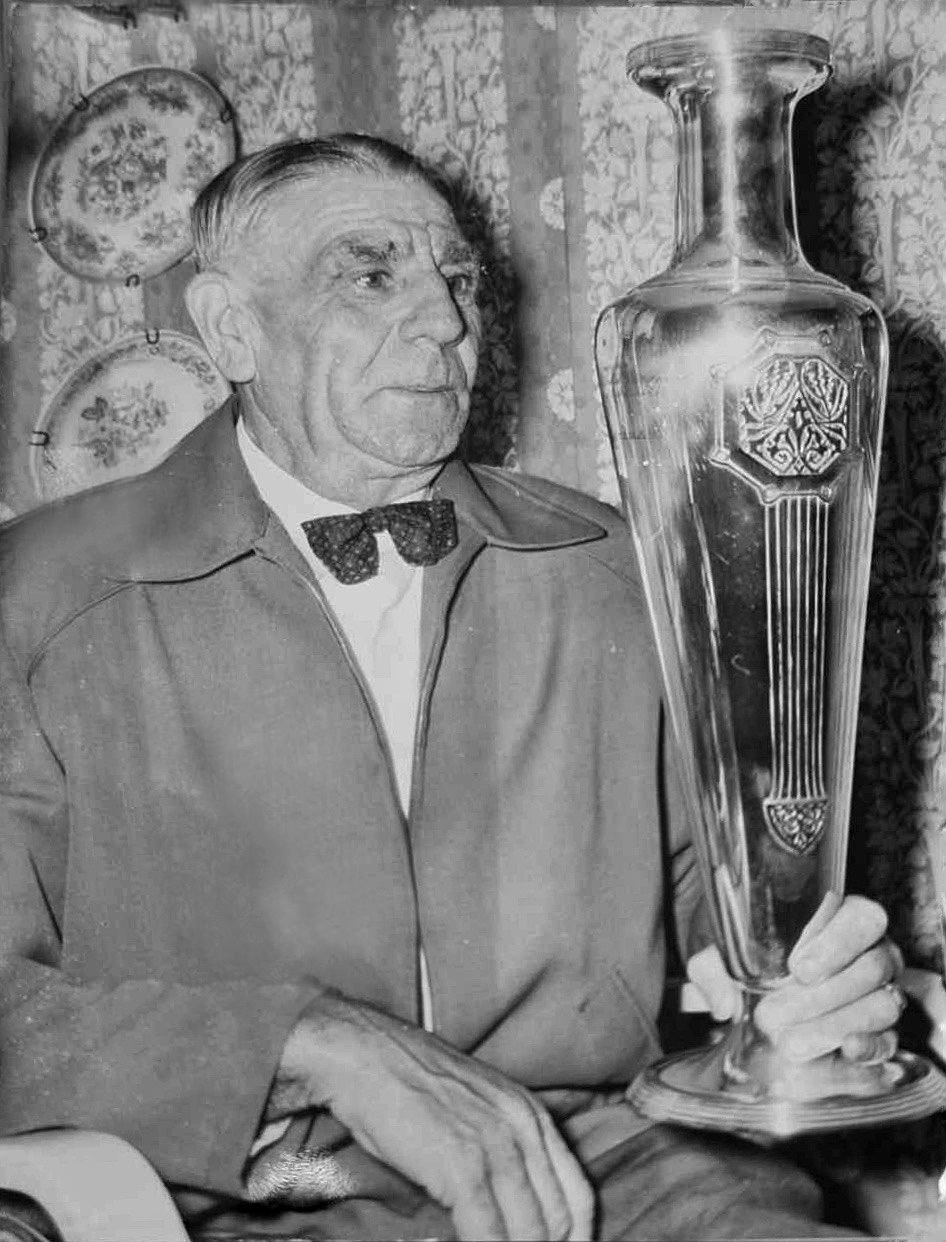
Otto Andersson

År 1908 arrangerar Nyköping Distriktsmästerskapen där Otto Andersson vann samtliga distanser. 
År 1909 slog Otto igenom internationellt när han vann bronsmedalj på VM i Oslo. 
Under vintern 1908-1909 slog Otto tre nya svenska rekord på distanserna 1.500m, 5.000m och 10.000m och följde upp med att på SM i Stockholm ta silver.
År 1912 Fick IFK Nyköping för första gången arrangera Svenska Mästerskapen, som gick av stapeln ute på stadsfjärden. Arrangörerna berömdes för ett väl genomfört arrangemang.
Otto Andersson vann sammanlagt SM efter tre segrar på tre distanser och en andraplats på 1.500m. 

## Fotboll

### Damfotboll
Damfotbollen startades på initiativ av några handbollstjejer 1970. 1976 deltog man i sydöstra damserien B. 1978 debuterade IFK-tjejerna i division IV-sammanhang. 1979-81 spelade man i trean. 1986 vann IFK trean men missade i kvalet mot Borensberg. Ny serieseger 1988 och uppflyttning till tvåan. Nu följde en framgångsrik period för damfotbollen. Under de följande åtta åren var man inte sämre än fyra någon gång. Tre seriesegrar blev det åren 1992, 1993 och 1995. Tyvärr föll man i samtliga fall i kvalspelet och lyckades aldrig avancera till division ett. Efter kvalmissen 1995 slutade flertalet av de tongivande tjejerna och det blev 1997 respass till trean som följdes av en ytterligare degradering 1999. År 2000 lyckades dock tjejerna åter ta steget upp till division III. 2006 var det åter serieseger och uppflyttning till division II där man spelar idag.

### Herrfotboll
Herrfotbollen började redan i föreningen vid bildandet 1904. Under de första åren spelade man på Kreaturstorget vid nuvarande Brandstationen innan Folkungavallen blev hemmaarena 1919.
Seriespel började man med 1924. Mellan 1927 och 1931 hade IFK svårt att mönstra lag och fotbollen existerade inte. 1931 gjorde man ett försök att få fart på fotbollen genom att starta upp ett juniorlag. Denna verksamhet pågick till 1936 varefter fotbollen av olika orsaker somnade in. 1951 drog fotbollen åter igång med ett pojklag och det kan sägas vara starten till dagens verksamhet. 1953 fick man en välbehövlig injektion när Nyköpings FF gick upp i IFK. I och med detta lades en stabil ekonomisk och idrottslig grund för fortsättningen. Det bästa med fusionen var Bertil ”Skommis” Karlsson entré i IFK, en av de största ledarna genom tiderna i klubben.
1961 vann IFK division IV. Man spelade sedan i division III under fyra säsonger. Efter ett år i fyran så spelade man sedan i division tre till 1972. 1976 återfanns föreningen i Sörmlands lägsta serie, division VII och IFK-fotbollen var nedläggningshotad. 1977 vann IFK sjuan och året därpå sexan. Sedan spelade man i div V fram till 1986 för att därefter pendla mellan femman och sexan. 2002 vanns division sex och året efter vanns även division 5. Efter två säsonger i fyran är man åter i division fem.

## Handboll

### Damhandboll
IFK:s damhandboll spelade säsongerna 1955-1971 i en av de fyra div I-grupper som fanns. Säsongen därpå blev det en högsta serie där IFK kom trea premiäråret. Efter femteplatsen i allsvenskan 1973/74  aviserade flera av de etablerade spelarna att de skulle sluta. IFK-ledningen tog då beslutet att dra sig ur allsvenskan och börja om i division IV. 
Det unga lag som började om i division IV säsongen 1974/75 vann serien och avancerade till trean. Det gick sedan bara uppåt och under fem i år i mitten av åttiotalet återfanns man i division I. 1987/88 spelade man åter i tvåan under några år. Två år senare vann man serien men föll i kvalet till division I. Säsongen 1990/91 blev den sista säsongen i tvåan trots en topplacering. Flera spelare slutade och IFK ville bli nedflyttade en serie då spelarmaterialet inte räckte till för spel i tvåan. Östergötlands HF gick ej med på detta utan IFK fick börja om i division V som man vann ganska lätt. 1994/95 blev det seger i fyran och avancemang till trean. Säsongen 04/05 vann man trean men åkte 05/06 ur denna serie omgående. Nu är det trean som gäller igen. Säsongen 09/10 vann IFK Nyköping serien så nästa säsong, 10/11, blir det spel i division 2 igen.

### Herrhandboll[6]

#### Spellokaler
Handbollen i IFK startade 1932 på initiativ av några läroverksungdomar. De första åren höll man till i Läroverkets gymnastiksal och spelade lokala matcher mot lag som NSK och SGU. 1934 kom man in i Tennishallen och fick spela sina matcher där fram till 1950-51 när man blev utkastad därifrån. Efter stort besvär och hårda förhandlingar fick man tillstånd att under en säsong spela sina matcher i F-11-hallen (nuvarande Skavstahallen). Året därpå fick IFK åter spela i Tennishallen. Det stora lyftet för handbollen kom 1960 i och med Sporthallens tillkomst. Det var först nu som handbollen fick en riktig anläggning att träna och spela i. 

#### De första åren
Under de första åren förde man en tynande tillvaro. Det var först på 1940-talet som man fick ordentlig fart på verksamheten. Man spelade i div III och närmast div II-spel var man säsongen 1949/50. Tyvärr föll man i den avgörande kvalmatchen mot Hallstahammar. 1953/54 fick IFK sitt välförtjänta avancemang till tvåan. Med nyförvärv från lokalkonkurrenten F 11 lyckades man avancera till div II. Nu spelade man i tvåan fram till säsongen 1959 som blev mycket dyster. Alla etablerade spelare slutade och laget blev kraftigt decimerat. Resultatet blev endast två inspelade poäng och respass till trean. Under 1960-talet pendlade laget mellan tvåan och trean. Handbollen var på väg mot något riktigt stort när Lennart Eriksson kom fram. Lennart lämnade dock IFK för allsvenskt spel 1967 och laget tappade stor slagkraft i och med detta.

#### 1970 och 1980-talet
I början av 1970-talet tände det till igen när en kull lovande spelare födda 1953-54 kom fram. 1972-73 blev det serieseger i trean och året därpå som nykomlingar en fjärdeplats i div II. Detta resultat är IFK Nyköpings bästa placering i seriespel genom åren. Ett flertal säsonger i tvåan följde. Handbollsserierna lades dock om och idag motsvarar division I dåtidens div II. En storsatsning på handbollens gjordes i slutet på 1980-talet. Spelare värvades för att uppnå div I-status. Sportsligt sett blev det en viss framgång men tyvärr räckte man inte till i de avgörande kvalmatcherna. Ekonomin blev lidande och det blev efter två år spelarflykt. Det blev respass till div III med de spelare som var kvar.

#### Egna produkter på 1990-talet
IFK-handbollen fick starta om i div III med egna produkter och lyckades 1996/97 under Rolf Westerlings ledning avancera till div II där man håller till idag.  Sedan 2018 spelar IFK Nyköpings herrlag i Division 1 igen med ett lag som nästan uteslutande består av egenfostrade unga spelare.  IFK Nyköping höll annars till i tvåan fram till säsongen 2006/2007 då man gick upp i division I under Jakob Sundbergs ledning med profiler i laget som bröderna Andrèas och Hampus Asp, Emil Persson, spelande tränare Jakob "Jacke" Sundberg och Lars "Biffen" Andersson på bänken som lagledare.
Säsongen 2007/2008 tog Stefan Germerud över laget. Man tappade en del spelare, men behöll fortfarande stommen av det unga gardet. Publikintresset gjorde ett stort uppsving för handbollen det här året, snittet låg på ca 500 åskådare per match vilket gör sporten till stadens mest sedda bollsport. Trots en svacka mitt i säsongen lyckades IFK hålla sig kvar i den mycket jämna serien med fem måls marginal. 
Till säsongen 2008/2009 fick man behålla stommen av truppen från föregående år. I norrettan slutade laget på en succéartad tredjeplats med Andreas Asp som stor härförare och skyttekung i hela seriesystemet under säsongen med sina 221 mål. Publiken strömmade till Nyköpings Sporthall som aldrig tidigare och säsongssnittet blev fantastiska 632 personer, något som bara två allsvenska lag kunde mäta sig med. IFK gick vidare till kvalspel men där tog det slut i en jämn kamp mot Kärra HF, förlust med två mål.
Inför säsongen 2009/2010 har Andreas Asp försvunnit till elitserien  och IFK Skövde där han bara stannade ett år.2011 lämnade han klubben igen. men övriga spelare finns kvar i truppen och man siktar på en ny topplacering i år. 2011 tog Jakob Sundberg över tränarsysslan igen men nu enbart som tränare. Efter två lämnade han klubben med en plats i division ett.

## Spelare i urval
- Lennart Eriksson
- Jakob Sundberg
- Andreas Asp
- Lukas Karlsson

### Fotnoter
1. ↑  Olsson, Allan Garro (Mars 2004). IFK Nyköping 100 år. sid. ss. 8-9.
2. ↑  Olsson, Allan Garro (Mars 2004). IFK Nyköping. sid. s. 10.
3. ↑  Olsson, Allan Garro (Mars 2004). IFK Nyköping 100 år. sid. s. 11.
4. ↑  Olsson, Allan Garro (Mars 2004). IFK Nyköping 100 år. sid. s. 11.
5. ↑  Olsson, Allan Garro (Mars 2004). IFK Nyköping 100 år. sid. s. 13.
6. ↑  ”IFK Nyköping hemsida”. Svenska lag. https://www.svenskalag.se/ifknykoping. Läst 21 oktober 2019.
7. ↑  ”Stora grabbar”. Svensk handboll. http://www.svenskhandboll.se/ImageVaultFiles/id_2952/cf_31/Elit_Herrar_Stora_Grabbar.PDF. Läst 21 oktober 2019.
8. ↑  ”Asp lämnar IFK för spel i Quatar”. Treijner och Söderberg. https://ifknykoping.blogspot.com/2011/04/asp-lamnar-ifk-for-spel-i-qatar.html. Läst 21 oktober 2019.
9. ↑  ”Intervju med IFK Nyköpings trånare”. RP iF. Arkiverad från originalet den 21 oktober 2019. https://web.archive.org/web/20191021214447/https://www.laget.se/rpifherrar/News/2720157/Intervju-med-Jakob-Sundberg-tranare-IFK-Nykoping. Läst 21 oktober 2019.